# 上林暁
上林 暁（上林 曉、かんばやし あかつき、1902年（明治35年）10月6日 - 1980年（昭和55年）8月28日）は、日本の小説家で、昭和期を代表する私小説作家の一人。高知県出身。本名は徳廣 巌城（とくひろ いわき）。『薔薇盗人』で登場、その後私小説に活路を拓き、『聖ヨハネ病院にて』などの病妻物で高い評価を受けた。代表作は『薔薇盗人』『聖ヨハネ病院にて』『春の坂』『白い屋形船』『ブロンズの首』など。日本芸術院会員。

## 来歴・人物
高知県幡多郡田ノ口村下田ノ口（現・黒潮町）に生まれた。山沖之彦はいとこの妻のおいにあたる。
高知県立第三中学校（現・高知県立中村高等学校）時代には、雑誌『文章世界』に影響を受け、友人らと語らって回覧雑誌『かきせ』を発行し、この頃に小説家になる希望を持った。また、芥川龍之介に傾倒する。
1921年（大正10年）に熊本の第五高等学校文科甲類に入学。入学した年に校友会雑誌『龍南』の懸賞創作に応募した「岐阜提燈」が三等に入選。翌年には雑誌部委員となる。1922年（大正11年）に高等学校の寮を出て、熊本市上林（かんばやし）町75の森山方に下宿する。「上林」の筆名は、このときに住んだ地名に由来する。
1924年（大正13年）東京帝国大学文学部英文科に進学し、1927年（昭和2年）に卒業後は改造社に入社。『現代日本文学全集』の校正や雑誌編集に従う傍ら、同人雑誌『風車』を刊行し、同誌に『渋柿を囓る少年又は飯を盗む少年』『凡人凡日』『夕暮の会話』を発表する。改造社では従業員の執筆活動を禁止していたため、「上林暁」の筆名を用いた。
1932年（昭和7年）8月、『薔薇盗人』が川端康成に「云ひたいことを実によく裏に押しこめながら、反つてよく貧苦を浮ばせ、目に見えぬものを追ふかのやうな少年の感情を生かしたことは、生活を見てゐる眼の誠実の手柄である」と激賞され注目された。1938年（昭和13年）の『安住の家』で私小説作家として評価される。1939年（昭和14年）に妻の繁子が精神病を発病し、1946年（昭和21年）に亡くなるまでの間、『聖ヨハネ病院にて』などの病妻物を書き、広く読者に迎えられた。1959年（昭和34年）『春の坂』で第9回芸術選奨文部大臣賞受賞。
1962年（昭和37年）二度目の脳出血で右手、足、口が不自由になるも。妹・睦子の献身的な介護と口述筆記により『白い屋形船』以降の小説を書きついだ。1964年（昭和39年）『白い屋形船』で昭和39年度読売文学賞受賞。1969年、日本芸術院会員。
1980年8月28日、脳血栓のため東京都杉並区天沼の病院で死去。
尾崎一雄と並び戦後期を代表する私小説（心境小説）の作家である。生活上の不遇を背景としつつも、それに負けない向日性をストイックで端正な文体が支える。また、話し言葉がリードし独特のリズムをもつ尾崎の文章を“音楽的”と評するならば、一種幻想的とも言える色彩感覚をもつ上林の文章は“絵画的”と評することができるだろう。上林と交際していた作家の伊藤整は、｢上林君などの私小説家の生き方から最もよく日本文学を学んだ｣と書いている。

## 主要作品一覧
すべて短編小説（上林には中編・長編小説が1作もない）
- 1932年：薔薇盗人
- 1933年：天草土産
- 1938年：安住の家
- 1938年：ちちははの記
- 1940年：野
- 1941年：二閑人交游図
- 1942年：明月記
- 1944年：小便小僧
- 1946年：晩春日記
- 1946年：聖ヨハネ病院にて
- 1946年：嬬恋い
- 1948年：開運の願
- 1951年：青春自画像
- 1951年：姫鏡台
- 1953年：月魄

- 1955年：父母の膝下
- 1957年：過ぎゆきの歌
- 1957年：春の坂（第9回芸術選奨文部大臣賞）
- 1959年：御目の雫
- 1963年：諷詠詩人
- 1963年：白い屋形船（同名小説集により第16回読売文学賞）
- 1964年：母ハルエ
- 1964年：父イタロウ
- 1969年：ジョン・クレアの詩集
- 1971年：朱色の卵
- 1971年：四万十川幻想
- 1971年：ばあやん
- 1973年：ブロンズの首（第1回川端康成文学賞）
- 1974年：極楽寺門前
- 1977年：半ドンの記憶

## 著書
- 『薔薇盗人 小説集』金星堂 1933
- 『田園通信』作品社 1938
- 『悲歌』桃蹊書房 1941
- 『流寓記』博文館 1942
- 『小説を書きながらの感想』文林堂双魚房 1942
- 『明月記』非凡閣 1943
- 『不斷の花』地平社 1944
- 『機部屋三昧』地平社 國民社(發賣) 1944
- 『夏暦』筑摩書房 1945
- 『閉関記』桃源社 1946[9]
- 『晩春日記』桜井書店 1946
- 『嬬戀ひ』非凡閣 1947
- 『紅い花』三島書房 1947
- 『文學の歡びと苦しみについて 上林曉感想評論集』圭文社 1947
- 『病妻物語』小山書店 1948
- 『死者の声』実業之日本社 1948
- 『聖ヨハネ病院にて』新潮文庫 1949、新装復刊1993。伊藤整解説
- 『開運の願』改造社 1949
- 『聖書とアドルム 自選作品集』目黒書店 1951
- 『姫鏡台』池田書店 1953
- 『上林暁集』河出市民文庫 1953。山本健吉編
- 『聖ヨハネ病院にて 病妻物語全篇』角川文庫 1955
- 『入社試験 小説集』河出新書 1955
- 『珍客名簿』山田書店 1955
- 『過ぎゆきの歌』大日本雄弁会講談社 1957
- 『春の坂』筑摩書房 1958
- 『文と本と旅と』五月書房 1959
- 『迷ひ子札』筑摩書房 1961
- 『諷詠詩人』新潮社 1963
- 『白い屋形船』講談社 1964
- 『草餅』筑摩書房 1969
- 『ジョン・クレアの詩集』筑摩書房 1970
- 『朱色の卵』筑摩書房 1972
- 『ばあやん』講談社 1973
- 『幸徳秋水の甥 随筆集』新潮社 1975
- 『極楽寺門前』筑摩書房 1976
- 『木の葉髪　上林暁句集』永田書房 1976
- 『半ドンの記憶』集英社 1981

以下は没後新編
- 『白い屋形船・ブロンズの首』講談社文芸文庫 1990。のち電子書籍で刊
- 『禁酒宣言－上林暁・酒場小説集』ちくま文庫 1999、新版2024

坪内祐三編、新版解説・青柳いづみこ。各・電子書籍でも刊
- 『聖ヨハネ病院にて・大懺悔』講談社文芸文庫 2010。解説富岡幸一郎
- 『上林曉傑作小説集『星を撒いた街』』夏葉社 2011。山本善行編
- 『上林曉傑作随筆集『故郷の本箱』』夏葉社 2012。山本善行編
- 『ツェッペリン飛行船と黙想』幻戯書房 2012
- 『文と本と旅と－上林曉精選随筆集』中公文庫 2022。山本善行編
- 『上林曉傑作小説集『孤独先生』』夏葉社 2023。山本善行編
- 『命の家－上林曉病妻小説集』中公文庫 2023。山本善行編。電子書籍も刊

### 全集
- 『上林曉全集』全15巻 筑摩書房 1966-1967
- 『上林曉全集』増補改訂版 全19巻 筑摩書房 1977-1980
- 『上林曉全集』増補決定版 全19巻 筑摩書房 2000-2001。最終巻のみ増補

### 共編著
- 『日本の風土記　武蔵野』（編）宝文館 1958／改訂・現代教養文庫 1962
- 『高知 ふるさとを訪ねて 少年少女文学風土記』（編）泰光堂 1959
- 『土佐 我がふるさとの･･･』武林敬吉共著 中外書房 1959
- 『宇野浩二回想』川崎長太郎・渋川驍共編 中央公論社 1963

### 文学全集
- 瀧井孝作 尾崎一雄 外村繁 上林暁集 筑摩書房 (現代日本文学全集) 1955
- 上林暁集 筑摩書房 (新選現代日本文学全集) 1959
- 上林暁 外村繁 角川書店 (角川版昭和文学全集) 1962
- 瀧井孝作・尾崎一雄・上林暁集  新潮社 (日本文學全集) 1963。河盛好蔵編
- 上林暁・外村繁・川崎長太郎集 講談社 (日本現代文學全集)  1965
- 瀧井孝作・尾崎一雄・上林暁集 筑摩書房 (現代文学大系) 1965
- 上林暁・木山捷平集 集英社 (日本文学全集52) 1969、新版1982
- 尾崎一雄・上林暁・永井龍男 河出書房新社  (日本文学全集)  1969
- 尾崎一雄 外村繁 上林暁 中央公論社 (日本の文学52）1969、普及版1979。三島由紀夫編
- 井伏鱒二・上林暁集 筑摩書房 (現代日本文學大系) 1970
- 上林暁集 筑摩書房（現代日本文学7）1980
- 上林暁 〈高知県昭和期小説名作集7〉高知新聞社 1995

## 回想・伝記研究
- 徳廣睦子『兄の左手』 筑摩書房 1982 - 「上林暁看病記」ほか
  - 『手織りの着物』 筑摩書房 1986

- 関口良雄編『上林暁文学書目』 山王書房 1963　和装本
- サワダオサム（沢田治）『わが上林暁  上林暁との対話』 京都：三月書房（発売、私家版）2008
- サワダオサム（沢田治）『独断的上林暁論』 壁書房 2015
- 『上林暁研究』 創刊号～第14号 園田学園女子大学、吉村稠研究室編
- 『国文学 解釈と鑑賞 特集小田嶽夫・上林暁・木山捷平』1999年4月号、至文堂

## 映画化作品
- 1956年 - あやに愛しき―病妻物語（監督：宇野重吉、脚本：新藤兼人）